# دانانجايا (ممثل)
كالينهالي ادفيساوماي ذانانجاي وليد 23 أغسطس 1985)، عرف بدالي ،و هو ممثل هندي وشاعر غنائي ومنتج أفلام معروف بعمله في السينيماء الكنادية . لقد فاز بثلاث جوائز فيلم فار وأربع جوائز سيما لأدائه في أفلام مختلفة.
كان ضهور دالي لأول في التمثيل في فيلم المخرج في (2013) والذي فاز به بجائزة أفضل ممثل لأول مرة في حفل توزيع جوائز سيما الثالث.  نال استحسان النقاد للعب دور العلامة برابهو في العلامة (2017). تحول إلى منتج من خلال الفيلم بادافا راسال . 